# Halaf-Kultur
Die Halaf-Kultur war eine chalkolithische Kultur im Norden Mesopotamiens, in Syrien, in Teilen der Türkei und bis an die Grenze zu Iran und darüber hinaus. Sie blühte von etwa 5900–5000 v. Chr. (andere Untersuchungen datieren die Kultur von etwa 5200 bis 4500 v. Chr.) Namensgebender Fundort ist Tell Halaf in Syrien. Weitere wichtige Fundorte sind Tell Arpachiyah und Yarim Tepe (beide im Irak). In ihrer Ausdehnung gehörte sie zu den weitläufigsten Kulturen dieser Zeit, von der viele weitere Fundstätten bekannt sind. Viele sind bisher jedoch kaum untersucht worden.

## Datierung
Die relative Chronologie der Halaf-Kultur wird über ihre Keramik erstellt. Es wurde bisher keine stabile Chronologie etabliert, da es schwerfällt, regionale Unterschiede von zeitlichen zu unterscheiden. Zunächst wurde eine klassische Dreiteilung in Früh-, Mittel- und Spät-Halafzeit vorgenommen, die später durch eine sich anschließende Halaf-Obed-Übergangsphase ergänzt wurde. Diese Chronologie findet weite Verbreitung, baut aber auf einer sehr geringen Datenmenge auf. Alternativ dazu gibt es die Unterteilung in Halaf Ia, Halaf Ib, Halaf IIa und Halaf IIb. Hierbei entspricht Halaf Ia einer manchmal auch Proto-Halafzeit genannten Epoche vor der Früh-Halafzeit. Die folgenden Unterteilungen decken sich weitestgehend mit Früh-, Mittel- und Spät-Halafzeit. Beide Konzepte tauchen in der Fachliteratur auf.
Eine weitere Schwierigkeit bildet die Epochenbezeichnung. Die Halafzeit wird manchmal als Chalkolithikum und manchmal als Neolithikum betitelt. Das liegt daran, dass der Beginn des Chalkolithikums in Mesopotamien mit dem Aufkommen bemalter Keramik gleichgesetzt wird. Hier ist die Halaf-Kultur also Chalkolithisch. In der Levante beginnt das Chalkolithikum aber erst mit der ersten sicheren Metallverarbeitung. Hier gehört die Halaf-Zeit zum späten Neolithikum.
Die absolute Chronologie wird über C14-Proben der archäologischen Funde datiert. Die Halafzeit beginnt etwa 5800 v. Chr. und endet zwischen 5500 und 5000 v. Chr. Während die Entstehung der Halafzeit über viele Fundorte relativ genau datiert werden kann, gibt es für die den Übergang zur Ubeid-Kultur fast keine gut datierbaren Kontexte. Sicher ist nur, dass die Ubeid-Kultur 5000 v. Chr. vollständig etabliert ist. Die „klassische“ Halafkultur lässt sich ebenfalls nicht näher datieren als in den Zeitraum zwischen 5700 und 5500/5000 v. Chr.

## Verbreitung

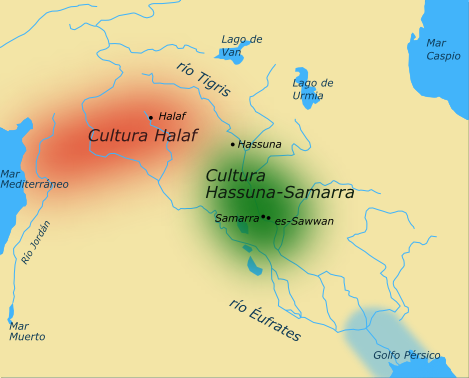
Lage der Halaf- (5500 v. Chr. bis 5000 v. Chr.) und der Hassuna-Samarra-Kultur (5800 v. Chr. bis 5000 v. Chr.)

Das Kerngebiet der Halaf-Kultur befindet sich im Quellgebiet von Euphrat und Tigris. Es erstreckt sich jedoch weiter nach Süden bis in den Norden Syriens und des Iraks.
Die Halaf-Kultur hat sich relativ gleichzeitig im gesamten Verbreitungsgebiet aus lokalen neolithischen Kulturen entwickelt. Dies schließt man aus der Verteilung der Proto-Halaf-Keramik, die im gesamten Verbreitungsgebiet gefunden wurde. Eine ältere Interpretation ging von einem Ursprung in Nordsyrien aus. Diese Interpretation ist auf ein damals noch lückenhafteres Bild der Verteilung der Proto-Halaf-Keramik zurückzuführen.
In der Südosttürkei befinden sich die Fundorte Domuztepe, Çavı Talası, Yunus Höyük, Fıstıklı Höyük, Kazane, Girikihacıyan, Sakçagözü und Boztepe. In Nordsyrien gehören die Fundorte Tell Halaf, Shams ed-Din, Tell Sabi Abyad, Umm Qseir, Tell Aqab und Chagar Bazar zur Halafkultur. In Nordirak finden sich die Fundorte Yarim Tepe, Tappa Gaura, Tell Arpachiyah und Banahilk.

## Charakteristika

### Keramik

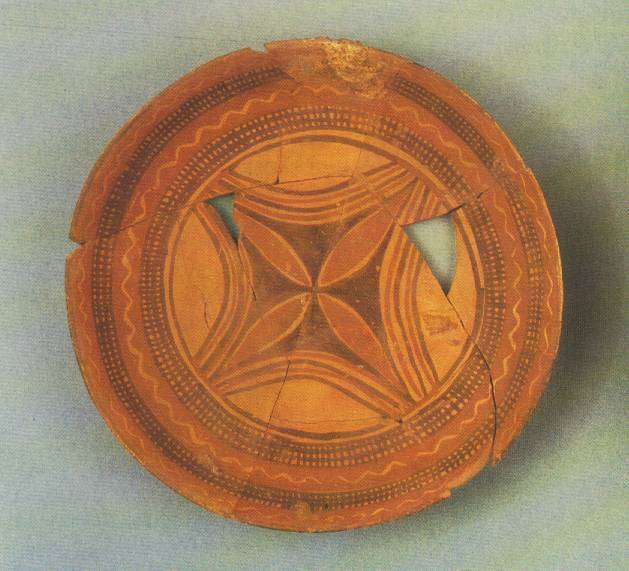
Bemalte Schale

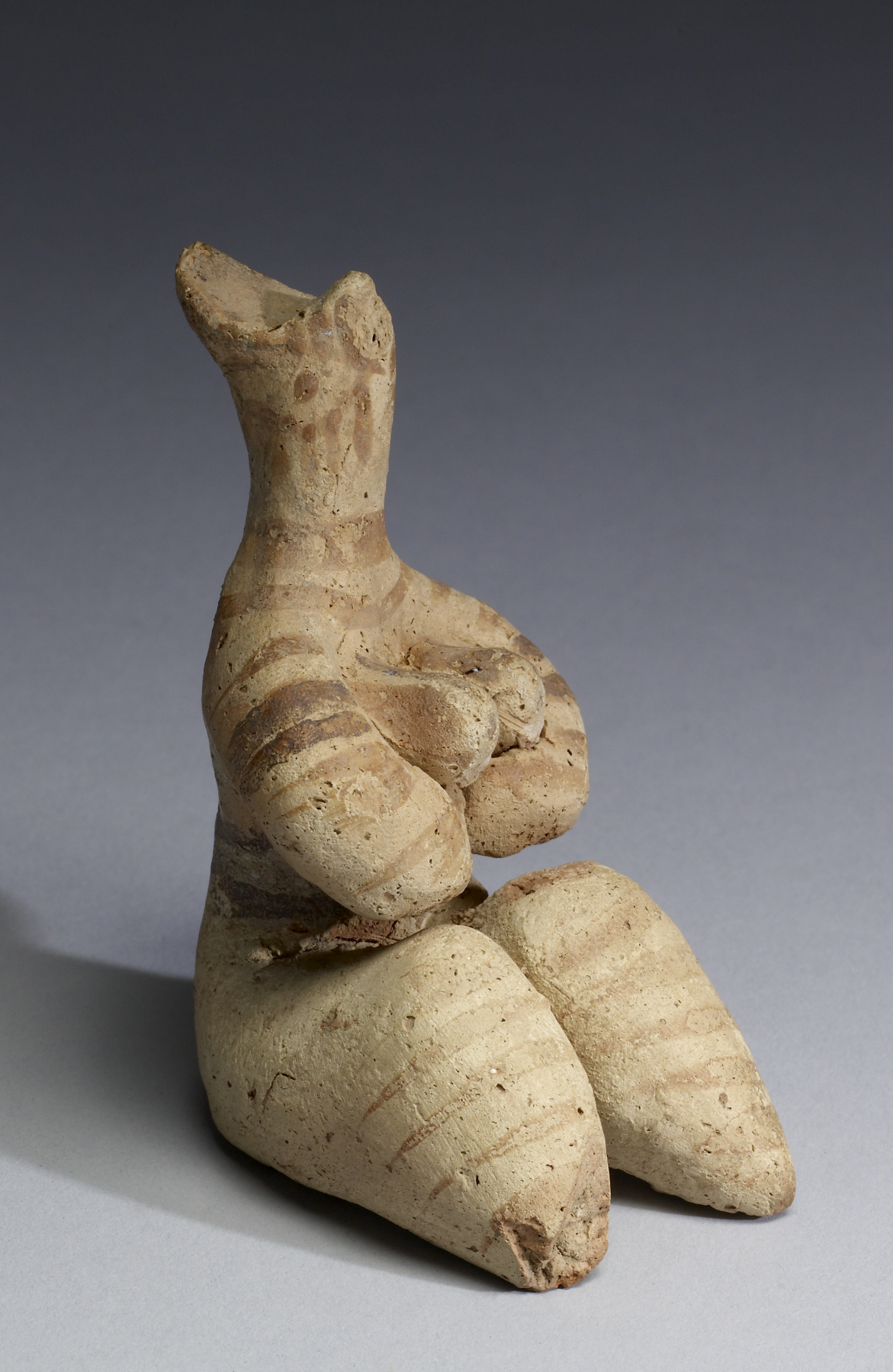
Tonfigur der Halaf-Kultur

Die Halaf-Kultur ist heute vor allem durch ihre Keramik gekennzeichnet. Grob lässt sich die Keramik in feine, reich verzierte und grobe, unverzierte Keramik unterteilen. Die unverzierte Keramik macht einen großen Teil des Keramikinventars aus, ist jedoch nicht spezifisch genug, um mit ihr die Halaf-Kultur zu definieren. Die feine, verzierte Keramik ist rot mit schwarzer Bemalung. Motive sind sowohl geometrische Muster als auch stilisierte Menschen und Tiere. Die älteren Gefäße sind in der Regel nur geometrisch verziert. Mensch- und Tiermotive kommen erst bei den jüngeren Gefäßen vor, die dann teilweise sogar mit weißer Farbe bemalt wurden, also dreifarbig sind. Eher die Ausnahme sind anthropomorphe Gefäße, wie etwa das Frauengefäß in Yarim Tepe II.
Es wird davon ausgegangen, dass sowohl die naturalistisch dargestellten Tiere und Menschen, als auch die abstrakten geometrischen Muster einen Symbolcharakter hatten und möglicherweise Mythen und Geschichten erzählten.

### Siegel
Die Siegel sind Stempelsiegel aus Stein oder Ton mit geometrischen Mustern oder Symbolen. An manchen Fundorten wie Arpachiyeh tauchen sie gehäuft auf und an anderen fast gar nicht. Sie gelten als Indiz für eine Verwaltung und Administration.

### Figurinen
Es gibt sowohl zoomorphe, als auch stilisierte menschliche Figurinen aus Ton. Die Menschendarstellung sind dabei meist stilisierte Frauen mit betonten Geschlechtsmerkmalen.

### Architektur
Die Siedlungen der Halaf-Kultur bestanden aus runden freistehenden Hütten, die auch Tholoi genannt werden. Sie besitzen einen Durchmesser von drei bis sieben Metern und bestehen aus Lehmziegeln und Stampflehm sowie Steinen. Rechteckige kleinräumige Gebäude befinden sich häufig in der Nähe der Tholoi. Sie werden in der Regel wegen ihrer kleinen Kammern als Speicherbauten gedeutet. Die Häuser bildeten kleine Dörfer, die kaum einen Hektar in ihrer Größe überschritten. Nur einige Siedlungen scheinen mehr als 10 Hektar groß gewesen zu sein und es mag sich hier um regionale Zentren gehandelt haben.

### Bestattungen
Es ist nur wenig über die Bestattungssitten der Halaf-Kultur bekannt, aber sie scheinen nicht einheitlich zu sein. In Yarim Tepe fand man Grabschächte mit einer kleinen Seitenkammer, in der die Leiche niedergelegt wurde. In Domuztepe wurden in der sogenannten Death Pit zwischen 35 und 40 Menschen begraben. Teilweise wurden ihnen die Köpfe entfernt und einzeln beigesetzt.

## Subsistenz
Als Subsistenzwirtschaft ist einerseits Ackerbau mit Arten wie Einkorn, Emmer und hexaploidem Weizen bezeugt. Anderseits gibt es auch Hinweise für Pastoralismus mit Schafen, Ziegen, Schweinen und Hunden. Die Subsistenzstrategien waren von Fundort zu Fundort unterschiedlich. Während in Regionen mit hohem Regenfall ganzjährig Ackerbau betrieben werden konnte, waren Fundorte in Gebieten mit niedrigen Regenfall flexibler aufgestellt. Neben saisonalen Ackerbau wurde auch Jagd und Hirtennomadismus betrieben.